# Snowboard ai XXII Giochi olimpici invernali
Le gare di snowboard ai XXII Giochi olimpici invernali di Soči  in Russia si sono svolte dal 6 al 22 febbraio 2014 nella località di Krasnaja Poljana a circa 45 km di distanza da Soči. Erano in programma cinque competizioni maschili ed altrettante femminili, nelle seguenti discipline: snowboard cross, halfpipe, slalom gigante parallelo, slalom parallelo e slopestyle.

## Calendario
| Uomini | Slopestyle |            |  | Halfpipe |          |  |  |  |                 | Snowboard cross |  | Slalom gigante parallelo |  |  | Slalom parallelo | 5  |
| Donne  |            | Slopestyle |  |          | Halfpipe |  |  |  | Snowboard cross |                 |  | Slalom gigante parallelo |  |  | Slalom parallelo | 5  |
| Totale | 1          | 1          |  | 1        | 1        |  |  |  | 1               | 1               |  | 2                        |  |  | 2                | 10 |

## Podi

### Uomini
| Evento                              | Oro               | Punti           | Argento         | Punti           | Bronzo        | Punti         |
| Slopestyle (dettagli)               | Sage Kotsenburg   | 93,50 pt.       | Ståle Sandbech  | 91,75 pt.       | Mark McMorris | 88,75 pt.     |
| Halfpipe (dettagli)                 | Jurij Podladčikov | 94,75 pt.       | Ayumu Hirano    | 93,50 pt.       | Taku Hiraoka  | 92,25 pt.     |
| Snowboard cross (dettagli)          | Pierre Vaultier   | Pierre Vaultier | Nikolaj Oljunin | Nikolaj Oljunin | Alex Deibold  | Alex Deibold  |
| Slalom gigante parallelo (dettagli) | Vic Wild          | Vic Wild        | Nevin Galmarini | Nevin Galmarini | Žan Košir     | Žan Košir     |
| Slalom parallelo (dettagli)         | Vic Wild          | Vic Wild        | Žan Košir       | Žan Košir       | Benjamin Karl | Benjamin Karl |

### Donne
| Evento                              | Oro                | Punti           | Argento           | Punti             | Bronzo          | Punti           |
| Slopestyle (dettagli)               | Jamie Anderson     | 95,25 pt.       | Enni Rukajärvi    | 92,50 pt.         | Jenny Jones     | 87,25 pt.       |
| Halfpipe (dettagli)                 | Kaitlyn Farrington | 91,75 pt.       | Torah Bright      | 91,50 pt.         | Kelly Clark     | 90,75 pt.       |
| Snowboard cross (dettagli)          | Eva Samková        | Eva Samková     | Dominique Maltais | Dominique Maltais | Chloé Trespeuch | Chloé Trespeuch |
| Slalom gigante parallelo (dettagli) | Patrizia Kummer    | Patrizia Kummer | Tomoka Takeuchi   | Tomoka Takeuchi   | Alëna Zavarzina | Alëna Zavarzina |
| Slalom parallelo (dettagli)         | Julia Dujmovits    | Julia Dujmovits | Anke Karstens     | Anke Karstens     | Amelie Kober    | Amelie Kober    |

## Medagliere
| Pos.   | Paese         |    |    |    | Totale |
| ------ | ------------- | -- | -- | -- | ------ |
| 1      | Stati Uniti   | 3  | 0  | 2  | 5      |
| 2      | Russia        | 2  | 1  | 1  | 4      |
| 3      | Svizzera      | 2  | 1  | 0  | 3      |
| 4      | Austria       | 1  | 0  | 1  | 2      |
| 4      | Francia       | 1  | 0  | 1  | 2      |
| 6      | Rep. Ceca     | 1  | 0  | 0  | 1      |
| 7      | Giappone      | 0  | 2  | 1  | 3      |
| 8      | Canada        | 0  | 1  | 1  | 2      |
| 8      | Germania      | 0  | 1  | 1  | 2      |
| 8      | Slovenia      | 0  | 1  | 1  | 2      |
| 11     | Australia     | 0  | 1  | 0  | 1      |
| 11     | Finlandia     | 0  | 1  | 0  | 1      |
| 11     | Norvegia      | 0  | 1  | 0  | 1      |
| 14     | Gran Bretagna | 0  | 0  | 1  | 1      |
| Totale | Totale        | 10 | 10 | 10 | 30     |